# Суфа
Суфа́ (ивр. סוּפָה‎ дословно — «шторм» — кибуц на юге Израиля. Основан в 1982 году двжением Ха-Тнуа ха-Киббуцит. Расположен в районе Хевель-Шалом на северо-западе пустыни Негев, находится под юрисдикцией регионального совета Эшколь. В 2021 году его население составляло 227 человек.
Пограничный переход Суфа между Израилем и сектором Газа, названный в честь кибуца, находился неподалеку, но был окончательно закрыт Израилем в 2008 году.

## Израиль
Кибуц был основан в 1982 году бывшими жителями Суфы, израильского поселения на Синае (основанного в 1974 и объявленного постоянным поселением в 1977 году), которое было эвакуировано в рамках египетско-израильского мирного договора. Его название происходит от сильных пыльных бурь, которые произошли в первоначальном поселении. К северу от кибуца, где в 1946—1949 годах находился Нирим, располагается мемориал «Дангур», посвященный жертвам египетского нападения на Нирим, и мемориал восьми павшим солдатам.
В 2000 году кибуц был приватизирован и определён как «обновляющийся кибуц». В 2017 году кибуц открыл свои двери для приема новый жителей.

## Вторжение ХАМАС
Суфа — один из израильских населенных пунктов, находившихся под контролем группировки ХАМАС во время их вторжения в Израиль в 2023 году. Более 250 человек были взяты в заложники, а затем спасены отрядом специального назначения «Шайетет 13» совместно с другими подразделениями Армии обороны Израиля.